# Elionurus
Elionurus is een geslacht uit de grassenfamilie (Poaceae). De soorten van dit geslacht komen voor in delen van Afrika, Azië, Australazië en Amerika.